# Esther Orjuela
Esther Judith Orjuela Guillén, conocida como Esther Orjuela (Barquisimeto, 24 de abril de 1955-Caracas, 6 de enero de 2017), fue una primera actriz de televisión venezolana que destacó en el género de las telenovelas. 

## Carrera
En sus inicios estudió medicina por 2 años, pero no pudo concluir su carrera. Luego se dedicó a realizar diferentes talleres de arte, pintura y escultura, lo que la llevó posteriormente a participar en diversas exposiciones como artesana. Comenzó su carrera en la exitosa telenovela de RCTV La fiera, la cual le abrió camino para participar en numerosos dramáticos venezolanos y ser productora de muchas obras de teatro, a las cuales también fungía como actriz y escritora. Su primer papel protagónico llegó en 1991, con la serie cómica Leonor que transmitió RCTV
Entre sus últimos trabajos destacó su participación en la telenovela de Venevisión Natalia del mar, donde interpretó el personaje de Fernanda de Rivas, y su última incursión en la pantalla chica fue en la serie A puro corazón, transmitida por Televen en 2015. También incursionó en el teatro, donde su última participación fue en la obra Míster... a la orden, de Alberto Maneiro Restrepo. Su último trabajo en el cine fue en el film de Dorian Ortiz Golpe duro (2016).
En 2015 tuvo que ser tratada de un tumor en la región anal, sin embargo, su organismo fue debilitándose por lo cual fue hospitalizada varias veces. Incluso, en las redes se hizo campaña para conseguir donantes de sangre de tipo AB+ en los últimos días. En septiembre de 2016 fue hospitalizada en el Hospital Domingo Luciani por problemas respiratorios relacionados con la radioterapia y quimioterapia a la que se había sometido a principios de año luego de que los médicos le diagnosticaran cáncer.
La actriz falleció en la madrugada del viernes 6 de enero, en el Hospital Dr. Domingo Luciani de la urbanización El Llanito en el Municipio Sucre, a los 61 años de edad.

## Filmografía

### Televisión

#### Telenovelas
- 1977 Residencia de señoritas
- 1977 El ángel rebelde ... Cecilia
- 1978 La fiera
- 1980 Natalia de 8 a 9 ... Rosa María
- 1981 María Fernanda ... Julia
- 1982 La heredera ... Fabiana
- 1982 La bruja
- 1982 Ligia Elena ... Dolores
- 1983 Nacho ... Dolores
- 1983 Julia ... Arelys
- 1983 Marta y Javier ... Celia
- 1984 Virginia ... Monica
- 1985 Las amazonas ... Esperanza Moreno
- 1986 El sol sale para todos... Soledad
- 1986 1, 2, 3 Contacto
- 1987 Y la luna también ... Eugenia de Corona
- 1989 Leonor ... Leonor
- 1989-1990 Paraíso  ... Mayi
- 1997 A todo corazón ... Ana Cecilia
- 1999 Mujercitas ... Consuelo de Bracho
- 2000 Lejana como el viento ... Zuleima
- 2001 Felina ... Rosario
- 2005 Con toda el alma ... Prof. Zuleta
- 2009 Si me miran tus ojos ... Elvira
- 2011 Natalia del mar ... Fernanda de Rivas
- 2012 Mi ex me tiene ganas ... Zoraida Ortiz
- 2015 A puro corazón ... Irene Ortiz

### Cine
- 1982 Cangrejo II
- 1986 Reinaldo Solar
- 1987 El Señor de los Llanos
- 2016 Golpe duro